# Hatchiana unzenensis
Hatchiana unzenensis là một loài bọ cánh cứng trong họ Cantharidae. Loài này được Imasaka miêu tả khoa học năm 2001.